# América Tereza
América Tereza Nascimento da Silva, conhecida como América Tereza (Guiricema, 3 de outubro de 1953), é uma política brasileira.
Depois de vários mandatos como vereadora da cidade de Volta Redonda, foi mais uma vez reeleita para o cargo nas eleições de 2012, sendo assim nomeada a presidenta daquela casa legislativa no período 2013/2014. 
No dia 28 de agosto de 2013, com a cassação do mandato do prefeito Antônio Francisco Neto (também do PMDB), e com o impasse sobre o retorno do mesmo ou a posse do segundo colocado nas eleições de 2012, Zoinho, América Tereza assumiu a Prefeitura de Volta Redonda interinamente, se tornando a primeira mulher a ocupar o executivo do município. Em 30 de agosto, Neto voltou ao cargo.
No dia 23 de julho de 2016, Tereza foi oficialmente anunciada como a candidata do PMDB a prefeitura da cidade do aço, em uma chapa com o ex-delegado da cidade Antônio Furtado como vice. Ela, no entanto, não conseguiu ir para o segundo turno da disputa, perdendo para Baltazar do PRB e Samuca Silva do PV.
Foi Presidente da FIA (Fundação para a Infância e Adolescência).
Em 2018 deixou a Presidência da FIA para concorrer as eleições de Deputados Federais do Rio de Janeiro, pelo MDB. Nesta ocasião não conseguiu ser eleita, angariando apenas 6.496 votos (0,08% dos votos validos).